# Élet a Marson

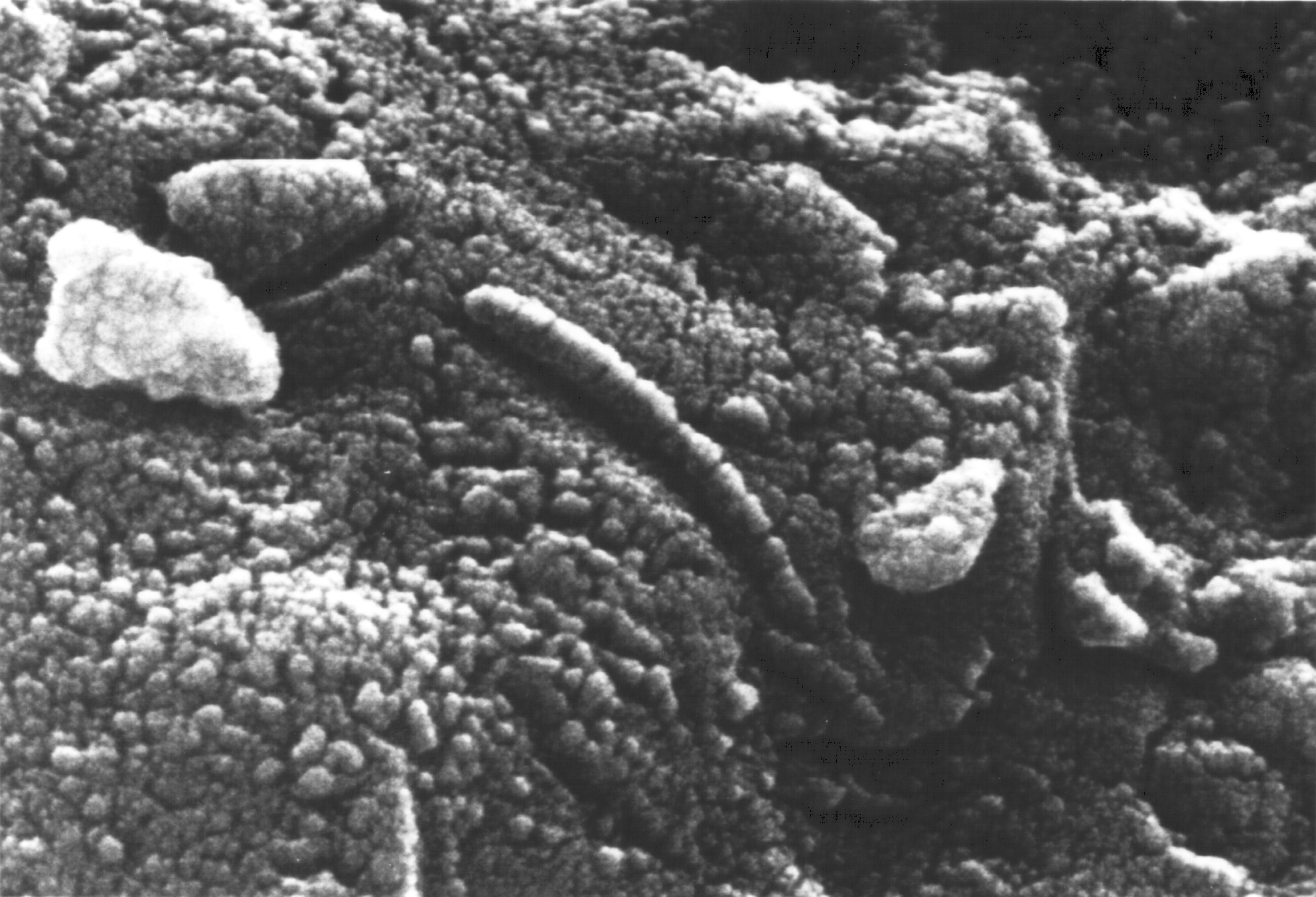
Az ALH84001 meteoritban talált nanométeres, a baktériumokra hasonlító képződmények

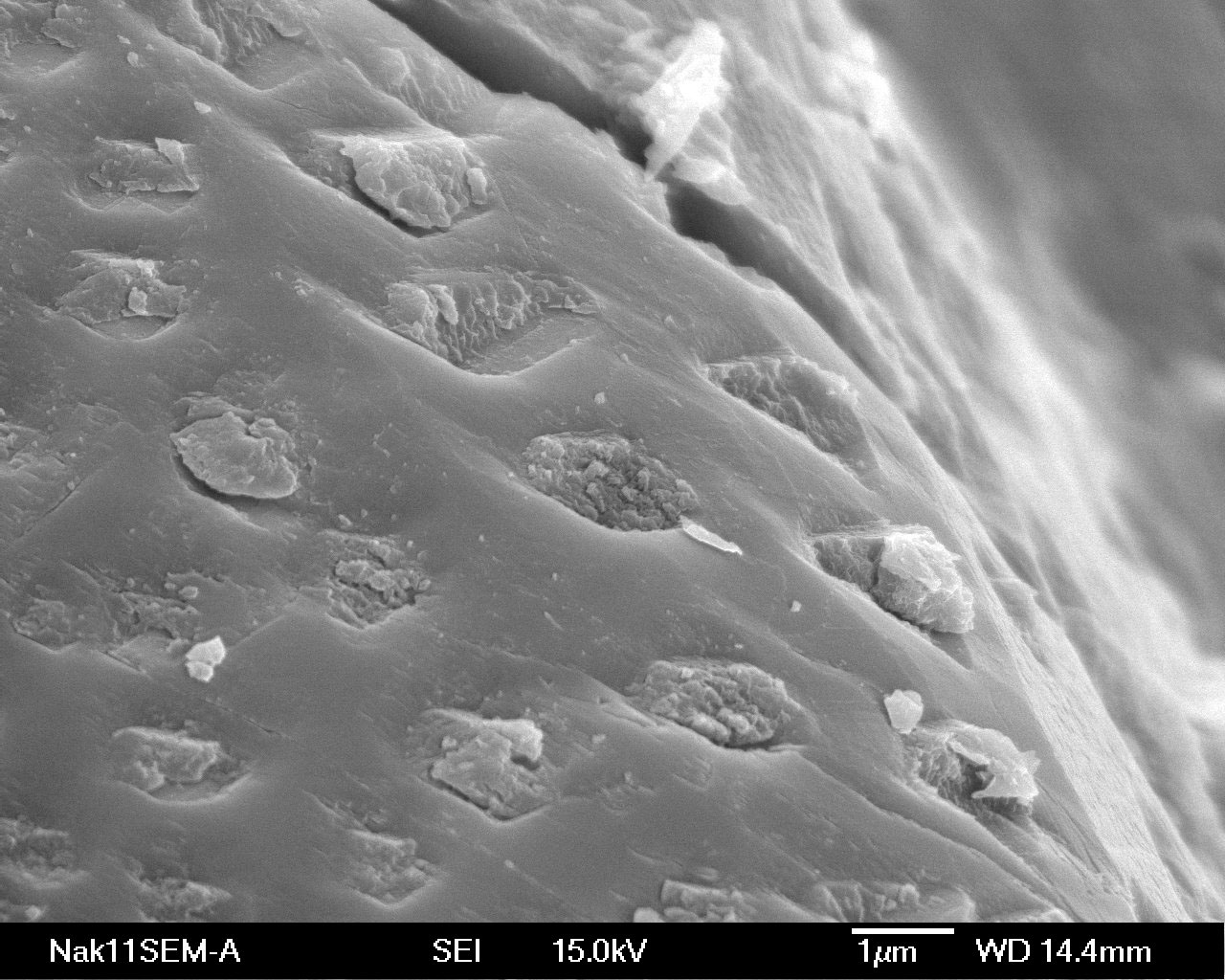
A Nakhla meteorit egyik szemcséjének pásztázó elektronmikroszkópos felvétele. A felszínen látható gödrök hasonlítanak a földön baktériumok által kivájtakra, a bennük lévő megkövesedett anyagdarabok maguk a mikroorganizmusok vagy anyagcseretermékeik lehetnek.

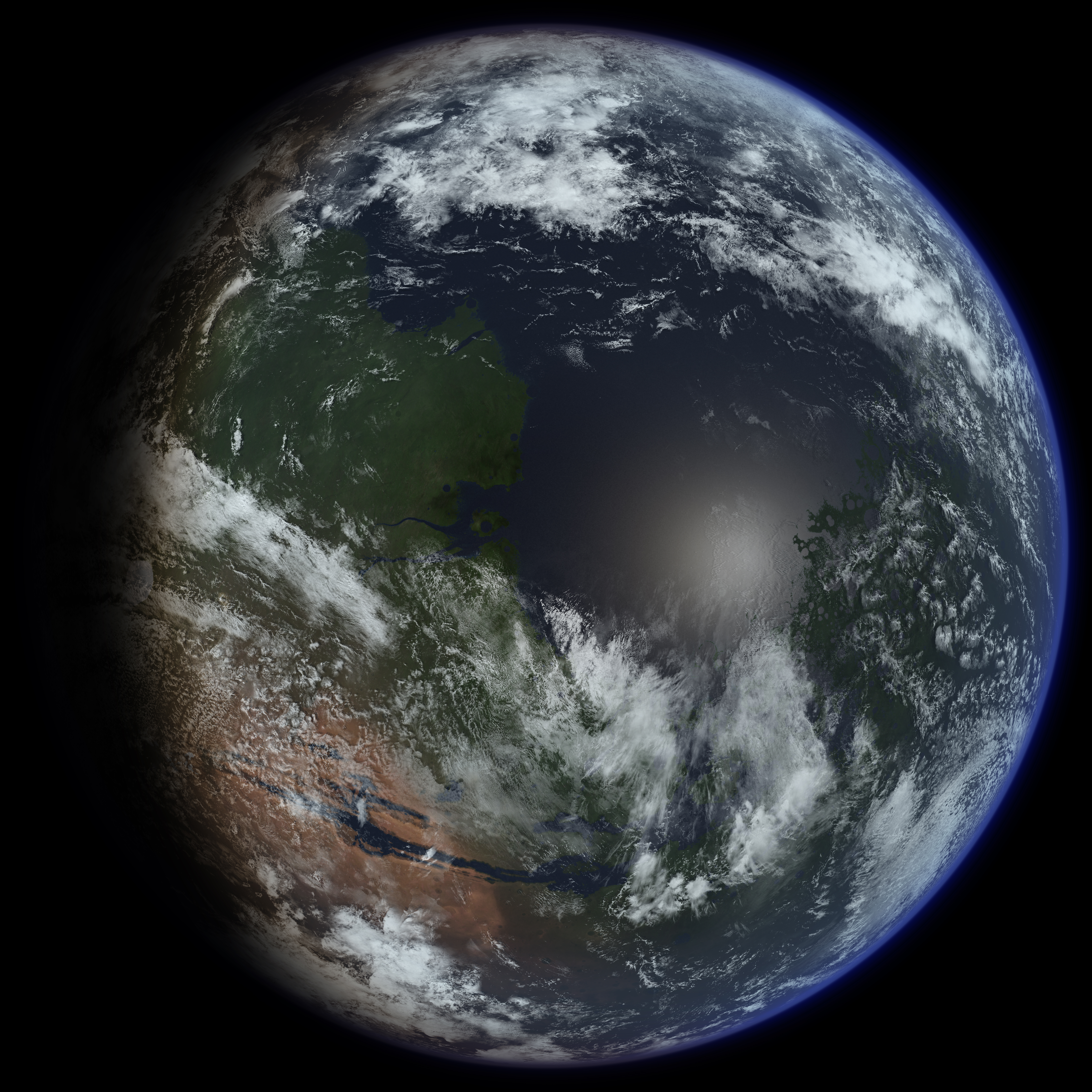
Fantáziarajz az élő Marsról

Az élet a Marson tudományos és tudományos-fantasztikus feltételezés, melyet a bolygó kutatásának története során számtalanszor felvetettek, megnyugtatóan bizonyítani vagy kizárni azonban egyelőre nem sikerült. A Mars a földön kívüli élet legközelebbi, emiatt legkönnyebben kutatható lehetséges helyszíne, itt a mai ismereteink szerint könnyen elképzelhető valamilyen egyszerű (a baktériumok fejlettségi szintjén álló), napjainkban is létező, vagy már régen kihalt életforma felfedezése. A marsi élet kutatása napjainkban elsősorban mars-szondák segítségével zajlik, a legerősebb, mellette szóló bizonyíték mégis egy, az Antarktiszon fellelt marsi eredetű meteorit, az ALH 84001, melyben baktériumokra emlékeztető (azoknál lényegesen kisebb, inkább a feltételezett nanobaktériumokra hasonlító) fosszíliákat találtak.

## Lehetséges bizonyítékok

### A bolygóra leszállt űrszondák kísérletei
A Mars felszínén élettel kapcsolatos kísérleteket az 1970-es években a Viking-1 és -2 űrszondák leszállóegységei végeztek. Radioaktív anyagok segítségével elsősorban azt vizsgálták, hogy megfelelő körülmények között, víz hozzáadásával kimutathatóak-e a marstalajban anyagcserére utaló jelek. A négy kísérletből három negatív, egy pedig pozitív, életre utaló eredménnyel zárult. A kísérleteket azóta a Földön többször megismételték, bizonyos esetekben steril mintákkal is volt, amelyik pozitív eredményt adott, viszont volt, amelyik földi mintában sem tudott élettevékenységet kimutatni. A Mars felszínén a közeljövőben a Mars Science Laboratory fog élettevékenység nyomai után kutatni, melyet 2011-ben terveznek indítani.

### Marsi meteoritokbantalált lehetséges életnyomok
A Föld felszínére hulló meteoritok egy része más égitestek felszínéről lökődött ki (leggyakrabban más meteoritok becsapódásakor), ezek segítségével az elérhető legjobb műszerekkel vizsgálhatóak a szülő égitestek. A legismertebb marsi meteorit az ALH 84001, melyben baktériumokra hasonló fosszíliákat találtak. A maradványok biológiai eredete erősen vitatott, de azóta a szintén marsi (de sokkal fiatalabb) Nakhla meteoritban is találtak olyan nyomokat, melyek biogén eredetűek lehetnek: olyan mikroszkopikus gödröket, melyeket a Földön a kőzeteket bontó baktériumok vájnak ki.

### Esetlegesen biogén anyagok a légkörben

#### Metán

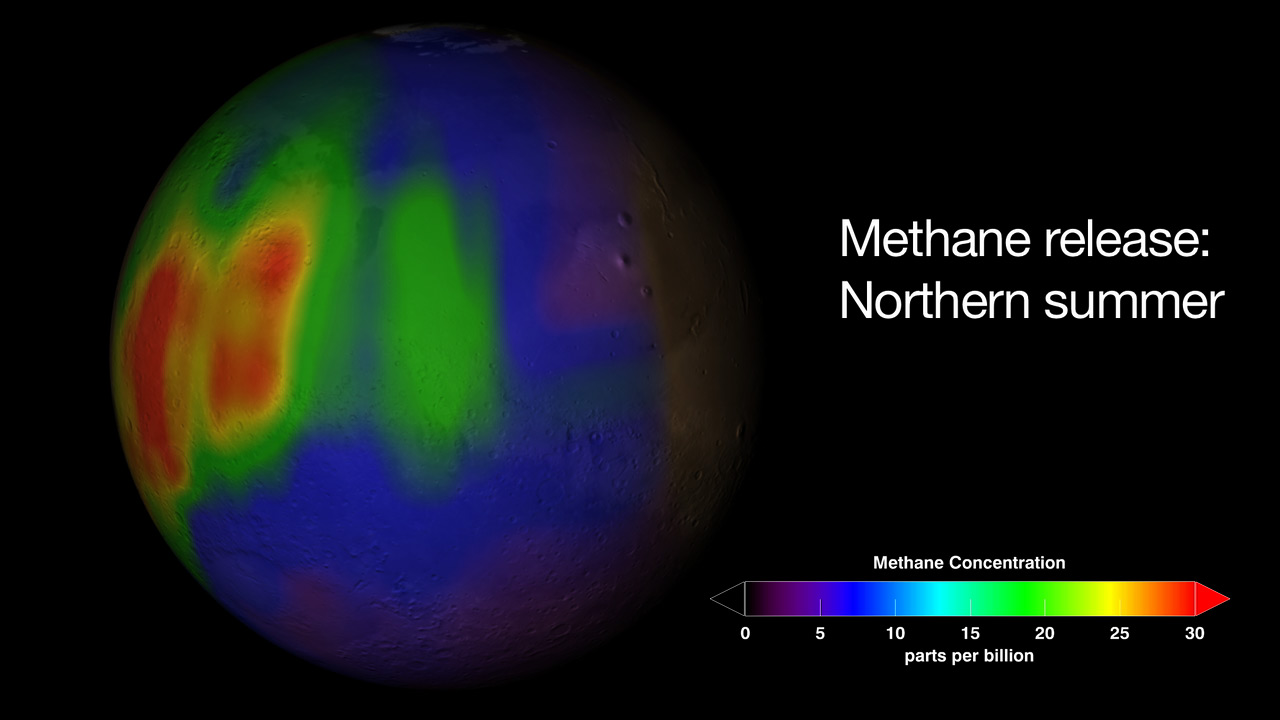
A metán eloszlása a Mars légkörében az északi félteke nyara alatt

2003-ban a Mars légkörében sikerült metánt kimutatni (először a NASA Infrared Telescope Facility Hawaiion, majd a Gemini South Telescope és a Mars körül keringő Mars Express űrszonda), ez az ottani körülmények között nagyon gyorsan (mintegy 300 év alatt) lebomlik, azaz mindenképpen utánpótlással rendelkezik, de ennek a Földön csak biológiai forrásai ismertek.
2009 elején jelentették be, hogy földi távcsövek segítségével a Marson metánszivárgásokat észleltek. A metánt az európai Mars Express szonda is észlelte 2003-ban, ennek műszerei azonban túl gyengék a pontos mérésekhez, ezért a 3,58 méteres Kanadai-Francia-Hawaii Távcsővel végezték a későbbi észleléseket, hét éven keresztül. A metánszivárgás meghatározott területekről (az Arabia Terra, a Nili Fossae, és a Syrtis Major) ered (a Nili Fossaen a felszín alatt lévő vízjégre utaló nyomokat is találtak), a marsi északi féltekén tavasszal kezdődik, és az ottani nyár derekáig tart.
A metán eredete lehet biológiai, vagy geológiai, ez esetben nem régen (az utóbbi 30-50 millió évben) kihunyt vulkánok utóműködéséről van szó (a szezonalitás oka pedig például kitöréseket akadályozó, telente lehulló hó lehet). A geológiai magyarázat valószínűségét csökkenti, hogy a metán mellett nem jelentek meg az ilyen reakciók jellemző melléktermékei, mindenekelőtt a kén-dioxid. A Marsra hulló meteoritok felizzása közben is termelődik metán, ez azonban a bolygó légkörében évente termelt mennyiségnek csak mintegy tízezred részére elegendő.
A kétféle eredet közti döntés a metán izotóparányának megmérésével lehetséges, a szerves reakciókban részt vevő enzimek ugyanis gyorsabban reagálnak a könnyebb izotópokkal, míg a geológiai folyamatok nem válogatnak. Így amennyiben a metánban a szén könnyebb, 12C izotópja nagyobb arányban szerepel, mint a bolygó más helyein lévő szénben lévő 12C, az a biológiai eredetet valószínűsíti. A kétféle metán arányának megmérése tömegspektrométerrel lehetséges, melyet a 2011-ben induló Mars Science Laboratory is magával fog vinni, bár ennek érzékenysége valószínűleg nem lesz megfelelő. Mindenesetre a metán felfedezése miatt felmerült, hogy a szonda programját módosítsák, és az eredetileg tervezett, de elvetett Nili Fossae területet ismét felvegyék a leszállóhely-jelöltek közé. A kísérleteket megbonyolíthatja, hogy létezhetnek a metánt fogyasztó élőlények is, melyek a könnyebb metánt részesítik előnyben, így eltüntetik a nyomok egy részét. A Földön a tengerek fenekén élő hasonló baktériumok a metán mellett etánt is termelnek, ennek felfedezése a Marson is a biológiai eredetet valószínűsítené. Egy 2009 augusztusi tanulmány szerint azonban a metán a Marson valószínűleg egyetlen helyen keletkezik, ami a szerzők szerint inkább geokémiai eredetet valószínűsít, utána a légkörben gyorsan, valószínűleg egy órán belül elbomlik, ez pedig az élet számára nagyon ellenséges, kémiailag nagyon aktív anyagok jelenlétét jelentheti.

#### Más vegyületek
A metánhoz hasonlóan sikerült kimutatni az ammóniát, emellett formaldehidből is többlet mutatkozik az elméletileg megmagyarázható mennyiséghez képest.

### Felszíni struktúrák

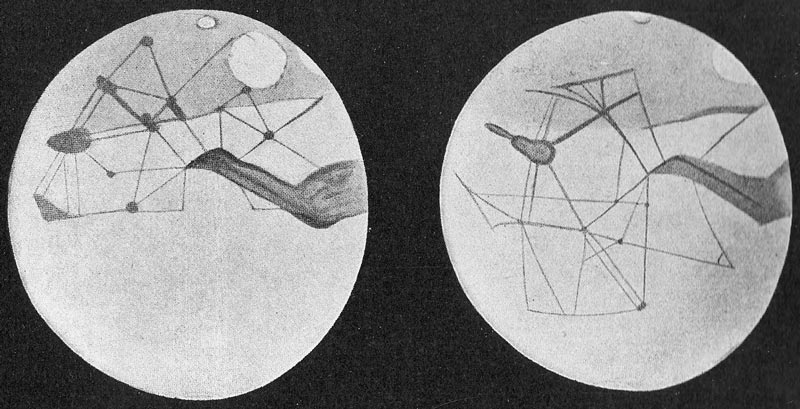
Percival Lowell rajzai a valóságban nem létező Marsi csatornákról

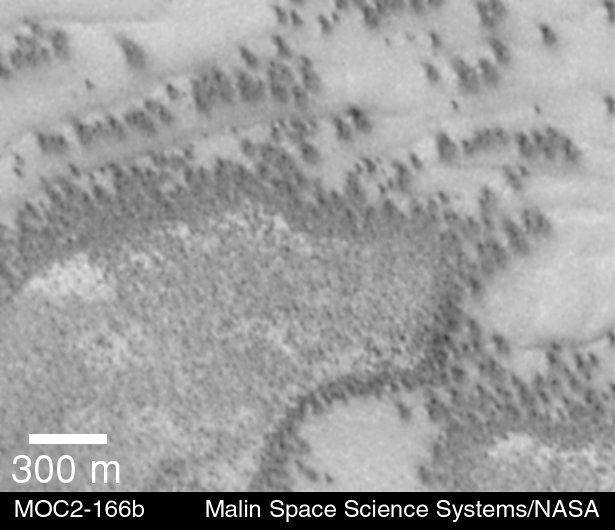
Marsi sötét dűnefoltok

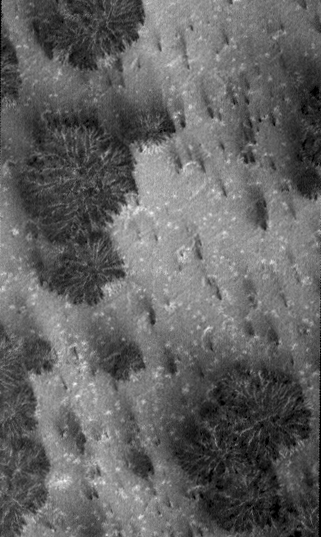
Marsi sötét dűnefoltok a Mars Global Surveyor felvételén

A 19. század végén a marsi élet melletti bizonyítékként kezelték a Giovanni Schiaparelli által a bolygón felfedezni vélt marsi csatornák létét, melyekkel egy kihalóban lévő civilizáció vezette volna a vizet a száraz egyenlítői vidékekre. Később kiderült, hogy a „csatornák” optikai érzékcsalódások voltak.
Egyszerű élettevékenység jelei lehetnek a sötét dűnefoltok is, melyek a Mars déli féltekéjének krátereiben vannak. A foltok biológiai eredetével kapcsolatos elméletet a Horváth András csillagász vezette csoport dolgozta ki.
Feltételezések szerint az Olympus Mons, a Mars legnagyobb pajzsvulkánja alatt, eltemetett formában nagy mennyiségű agyagásvány lehet, melyek a rájuk rakódott láva nyomásának és hőjének hatására vizet veszthetnek, az ilyen nedves, meleg környezet kedvező lehet extremofil mikroorganizmusok számára.
2009-ben a Mars Odyssey Vasitas Borealisról készült felvételein a földi sárvulkánokhoz hasonló képződményeket találtak. Amennyiben a felfedezett struktúrák valóban sárvulkánok, akkor az általuk kidobott anyag több kilométer mélyről származik, így az esetleg talajban lakó mikroorganizmusokat is tartalmazhat, melyek elérése egyébként szinte lehetetlen lenne a marsfelszíntől való nagy távolság miatt.

## Az élet feltételeinek alakulása a Marson
A bolygón található hosszú kanyargó vonalakat és egyéb mélyedéseket a geológusok szerint csakis víz képezhette. A Mars felszínének egy részét több milliárd évvel ezelőtt óceánok, tavak és folyók borították, a légkör is melegebb volt, bár a Földhöz képest hűvösebb lehetett, mert távolabb esik a Naptól.
A Mars kis méretű égitest, ezért a gravitációja gyengébb. A bolygón azonban az élet jelenlétének legnagyobb akadálya a mágneses tér gyengesége, a Marsnak nincs olyan mágneses pajzsa, mint a Földnek. Ennek oka, hogy a Marson leállt a lemeztektonika. A Földön, mivel aktív lemeztektonika van, ezért a bolygó belsejében lévő forró, folyékony fémek, elsősorban a vas, nikkel és kobalt állandó mozgásban vannak és súrlódnak a kéreggel. Ez a súrlódás annyi energiát termel, hogy ennek köszönhetően a bolygó egy nagy elektromágnesként működik. Ez tartja fenn bolygónkon azt a mágneses teret és ionoszféráját, amely elsősorban a napszél és más, az világűrből érkező töltött részecskék folyamatos támadásától óvja a felszínt és a légkört. A Mars azonban, melynek lemeztektonikája leállt, nem rendelkezik ionoszférával, így a napszél gyakorlatilag elfújta a bolygó légkörének jelentős részét. A hőmérséklet lecsökkent és a maradék légköralkotó gázok napjainkban csak jég formájában lelhetők fel a sarkokon. Ráadásul a kőzetlemezek mozgása is sokkal gyengébb volt, mint a Földön, és viszonylag hamar meg is szűnt, emiatt a bolygó mélyének anyagai nem tudtak úgy keveredni és reagálni a légkörrel, mint bolygónkon.
A légkör elillanása után a klíma hidegebb lett, a víz pedig reakcióba lépett a környezetével vagy elpárolgott, mindez körülbelül három milliárd évvel ezelőtt következhetett be. A maradék víz feltehetőleg megfagyott, ezt eddig nem találták meg, viszont az altalaj nagy mélységben még tartalmazhat folyékony halmazállapotú vizet.

### Az élet feltételei napjainkban
Bár a bolygó északi és déli pólusain vannak jégsapkák, ezek megfagyott szén-dioxidból, azaz szárazjégből állnak. A két féltekén ugyanis gyakorta felmelegszik az idő és a jégsapka mérete csökken, de vízfolyást eddig nem észleltek. Elképzelhető az is, hogy a szárazjég alatt lehet vízjég is, s a széndioxid erre fagyott rá.
A Deep Space Network egyik 43 méteres antennája, mely a Mars körül keringő űrszondákkal kommunikált, 2006-ban olyan rádiózajt figyelt meg, amely porviharban keletkező villámoktól eredt. A villámok által közvetített energia sok kémiai reakciót tehet lehetővé, az élet keletkezését szimuláló Miller–Urey-kísérletben is szimulálták a villámok megjelenését.
A Marson számos vulkáni eredetű barlangot, beszakadt lávacsatornát sikerült azonosítani az űrszondák felvételein. A barlangokban a felszínitől jelentősen eltérő mikroklíma alakul ki, a felszíninél lényegesen kisebb hőingással, valamint nagyobb nedvességgel, a Mars esetében a kozmikus sugárzástól való viszonylagos védettség is segítheti az élőlények fennmaradását. Mivel a barlangok némelyike igen régi, elképzelhető, hogy a védett helyeken akár évmilliárdokkal ezelőtt, a nedvesebb korszakokban létezett élet nyomai fennmaradhattak.

### Víz a Marson

#### Vízzel kapcsolatba hozható ásványok
A Mars korai történetében a víz szerepe sokkal nagyobb volt, mint napjainkban. Már a legelső mars-szondák fényképein is azonosítottak olyan látható felszínformákat, amelyeket folyékony víz alakított ki. A Mars közismert vörös színét okozó hematit (rozsda) is jellemzően vizes közegben alakul ki, bár létrejöttét újabban magnetitből, szélerózióval is magyarázzák.
A Mars Odyssey mérései szerint az alacsonyabban fekvő, feltehetően egykor víz alatt állt területeken bizonyos elemek (kálium, vas, tórium) gyakorisága nagyobb a hegyekben tapasztalhatónál, ennek legészszerűbb magyarázata, hogy ezen elemek sóit víz oldotta ki, és így feldúsultak az óceánok vizében, hasonlóan, mint a só a földi tengerekben.
Az Opportunity a Victoria-kráter belsejében olyan hematitszemcséket talált, melyek a Földön jellemzően vizes közegben jönnek létre. A kráter alsó részén talált szemcsék nagyobbak voltak, mint a felszín közelében találtak, ami azt valószínűsíti, hogy mélyebben több víz volt, azaz a víz forrása is a mélyben volt.
Találtak mintegy 3,5 milliárd évvel ezelőtt kialakult agyagásványokat, ezek csak nagy mennyiségű víz jelenlétében alakulhattak ki. Később, mintegy 3 milliárd éve, savas, de nedves környezetben különféle szulfátok keletkeztek. A víz jelenlétében keletkezett ásványok kialakulhattak a felszín alatt is, létrejöttük nem feltétlenül kötődik a felszíni vizek meglétéhez.
A Nili Fossae területen az űrszonda CRISM műszere 3,5 milliárd éve keletkezett karbonátokat is talált. A felfedezés részben feloldhatja a Marssal kapcsolatos karbonát-paradoxont, amely szerint ellentmondás van a bolygón megtalálható víz és a légkörben lévő szén-dioxid jelenléte és az ezekből keletkező karbonátásványok hiánya között. Ennek eddigi lehetséges magyarázata a marsi környezet savassága, mely meggátolta a vegyületek létrejöttét, az új felfedezés alapján semleges vagy lúgos kémhatású területek is voltak a felszínen.
A Gusev-kráterben (amelyet ősi tó medrének gondolnak) a Spirit hosszú ideig nem akadt karbonátokra, mert a kráter fenekét egy fiatalabb lávafolyás elfedte. A kráter központi csúcsainak egyikén azonban sikerült a keresett ásvány jelenlétért kimutatnia, bár erre alkalmas Mini-TES műszerét a mérések alatt por fedte, és az adatok értelmezésére szolgáló módszer kikísérletezése évekbe telt. A vizsgált, Comanche nevű sziklában a karbonátok koncentrációja 25 tömegszázaléknak adódott.

#### Vízzel kapcsolatba hozható felszínformák
Egy, a Shalbatana Vallisba torkolló kanyon nagy felbontású HiRISE-felvételén egy tó partvonalának egyértelmű nyomait találták meg. A tó és a belé torkolló delták meglepően fiatalnak, 3,4 milliárd évesnek adódott, így ez a legfiatalabb, állandó felszíni vízre utaló egyértelmű bizonyíték. A felfedezés egyúttal későbbre tolhatja a meleg és nedves, a jelenlegi ismereteink szerint 3,7 milliárd évvel ezelőttig tartó Noachiszi időszak és az utána következő, már száraz és hideg Heszperiai időszak határát is. A 450 méter mély tó viszonylag hirtelen tűnt el, (nem találtak alacsonyabb vízszintre utaló, párhuzamos partvonalakat) kiszáradt vagy befagyott.
Kráterszámlálásos kormeghatározás alapján mintegy 3 milliárd évesek azok a kiszáradt, 40 méter mély tavak az egyenlítői Ares Vallis közelében, melyeket vékony folyásnyomok kötnek össze. Az MRO felvételein azonosított mélyedésekben a víz valószínűleg csak ideiglenesen jelent meg, geológiai aktivitás vagy meteorit becsapódása nyomán.
A Mars Reconnaissance Orbiter még később, mintegy 2 milliárd éve kialakult opálokat talált, ezek feltehetően vulkáni utóműködés vagy meteoritbecsapódás során felszabaduló hő hatására megolvadt víz jelenlétében keletkeztek.
2008 tavaszán ugyanezen űrszonda felvételein, az Arabia Terra terület szélén levő Vernal kráter déli oldalán olyan kör alakú felszíni alakzatokat találtak, melyek kísértetiesen emlékeztetnek a földi hőforrások maradványaira. Az alakzatokból kiinduló folyásnyomokat is azonosítottak. Korukat mintegy 100 millió évesre teszik. A kérdéses területet beborító por megakadályozza, hogy a CRISM műszerrel színképet vegyenek fel a maradványok nyomairól. A Földön is a hőforrásokban élő mikroorganizmusok állnak a legközelebb az első élőlényekhez, így amennyiben sikerül kimutatni, hogy a kérdéses területen tényleg léteztek hőforrások, az a múltbeli marsi élet mellett szóló komoly érvet jelentene. A forrásokból kiváló ásványi anyagok ráadásul cementálhatták az itteni élőlényeket, így kiváló kutatási terepet jelenthetnek.
Az MRO HiRISE műszerének felvételein 2009-ben olyan poligonális alakzatokat találtak, amelyek hasonlóak a Phoenix űrszonda leszállóhelyén talált, fagyásos eredetű mozgási hézagokhoz. Mivel a mintázat egy mindössze 2 millió évesnek becsült, folyásos alakzatban van (illetve azt keresztezi is), ezért ennél fiatalabb kell, hogy legyen. Ez azt mutatja, hogy a talaj fagyott tartalma ebben az időszakban még rendszeresen, ciklikusan megolvadt és megfagyott.

#### A víz jelenléte napjainkban

A Phoenix űrszonda lábain lévő feltételezett vízcseppek alakjának változása a küldetés 8. a 31. és a 44. napján. A víz olvadáspontját a benne oldott magnézium-perklorát csökkenthette le annyira, hogy megolvadjon.

Napjainkban a Mars felszínén folyékony formában a víz nem tud nagy tömegben megjelenni, mert már -60 °C-on megkezdődhet a szublimációja. A marstalaj szemcséin viszont a Van der Waals-erőknek köszönhetően a vízjég olyan vékony filmet hoz létre, amely tulajdonságait tekintve a folyadékfázishoz áll a legközelebb, így kémiai reakciók számára elérhető.
A Phoenix űrszonda lábain az első napokon olyan alakzatok látszottak, melyek vízcseppekhez hasonlítottak, és az idő múlásával megváltoztatták alakjukat. Bár a leszállóhelyen sosem volt -20 – -30 °C-nál melegebb, ha a vízben sok só volt feloldva, ez lehetett folyékony. A későbbi kísérletek szerint pont a korábban az abszolút szárazság bizonyítékának tartott perklorátsók okozhatják a víz folyékonnyá válását: a magnézium-perklorát 206 kelvinre, azaz -67 °C-ra is lecsökkentheti a víz olvadáspontját a marsi környezetben.
A Mars felszíne alatti vízjég-rétegre először a Mars Express MARSIS radarja talált rá, majd a Phoenixnek is sikerült leásnia a pár centiméter mélyen található rétegre. Az MRO HiRISE műszerének felvételein 2009-ben találtak olyan, viszonylag kicsi (0,5-2,5 méter mély, néhány méter széles), egy évesnél fiatalabb becsapódási krátereket, amelyek esetében a vízjég a felszínre került. A mintegy 200 nap alatt elszublimáló jég víztartalmát a CRISM spektrométer 99%-osnak mérte, csak a maradék 1% volt por. A jég a pólusoktól viszonylag távolabb, 45° északi szélességen (az Arcadia Planitián) is megjelent. A felfedezés azért is fontos, mert ezzel a módszerrel kellő idő alatt feltérképezhető a felszín alatti jég kiterjedése és vastagsága. Az első eredmények alapján a Viking–2 leszállóegysége éppen, hogy elvétette a felszín alatti jég felfedezését, leszállóhelyén a jég a felszíntől mintegy 25 centiméterre van, robotkarja viszont csak 15 centiméterre tudott leásni.

## A marsi élet kutatása
A Mars a Naprendszer egyik legérdekesebb égiteste, amelyet hosszú ideje a földönkívüli élet lehetőségének vizsgálatával hoznak összefüggésbe. A bolygó felszíni adottságai, különösen a sarki jégsapkáiban lévő fagyott víz, valamint a felszínen talált kémiai és geológiai jelek arra utalnak, hogy egykoron folyékony víz is jelen lehetett a Mars felszínén. A víz léte a mikrobiális élet egyik alapvető feltételeként a tudományos érdeklődés középpontjába helyezte a bolygót.
A marsi élet kutatása több szondával és roverrel is folyt, köztük a Viking-programmal, amely az 1970-es években talajmintákat elemzett, illetve az újabb küldetésekkel, mint a Perseverance és a Curiosity roverek, amelyek a bolygó geológiáját és kémiai összetételét tanulmányozzák. Ezek a missziók bizonyítékokat kerestek az egykori vagy jelenlegi mikrobiális élet nyomaira, valamint a Mars lakhatóságának mértékére vonatkozóan.
A kutatások kiterjednek a Mars légkörének tanulmányozására is, amelynek változásai szintén hatással lehettek az esetleges életformák kialakulására. A metán időszakos jelenléte különösen érdekes, mivel azt biológiai vagy geológiai folyamatok eredményezhetik. A jövőbeli küldetések, mint a Mars-minta visszahozatali programok, várhatóan még részletesebb adatokat szolgáltatnak a marsi környezetről, és közelebb vihetnek a kérdés megválaszolásához: létezett-e valaha élet a Marson?

## Lásd még
- Földön kívüli élet
- Mars-kutatás
- Marsi meteoritok